# 構造決定
構造決定（こうぞうけってい）は、物質の化学構造を決定する過程をさす。
化学の中心課題のひとつは、反応によって得られた生成物や、生物から単離した物質などの化学構造を決定することである。
特に合成化学においては、明確に構造決定されていない化合物は合成できていないのと同等であり、重要度はきわめて高い。そのため、特に有機化学者にとっては構造決定は必須の技術であり、多数の教科書や演習用問題集が出版されている。

## 用語上の注意
分析化学において同定 (identification) と構造決定 (structure determination) と構造解析 (structure elucidation) はほぼ同義語として使われるが多少の違いがある。同定は試料成分がいかなる物質であるかを決めることを意味する。物質として同定されても、その構造が不明である場合はいくらでもあり得る。特に、構造解析技術が未発達であった時代の同定とは、試料と標品との様々な性質を比較照合するなどの方法で物質名を特定することであった。
構造決定は、物質内の原子配置を明らかにすることを意味する。結晶性化合物の場合は結晶構造を明らかにすることを意味し、分子性化合物の場合は分子内の原子の配置を明らかにすることを意味する。分子性化合物では原子の絶対立体配置までわかれば完全な構造決定に至るが、どのような構造異性体であるかまで決まれば立体配置が不明でも構造決定したと称する場合が多い。構造解析は構造決定のための操作や解析を行うことを意味する。構造が同じであることは同じ物質であることなので、構造決定されれば同定もされたことになる。
合金やポリマーアロイのように、混合物でその組成が特徴的な試料の同定は、構造の決定ではなく組成の決定を意味することがある。構造決定は定義上、純物質についての分析である。

## 有機化合物
複雑な天然物（タンパク質など）の構造決定はきわめて困難なことが多く、COSY、NOESY、HOHAHAなど、多様なNMR法を組み合わせ、もし単結晶が作製可能であればX線構造解析によって構造を決定する。
なお、有機物の構造決定手順は確立しており、現在のところ学術雑誌に論文投稿する際には、NMR、MS、IRの各スペクトル、および元素分析の結果が必須となっていることが多い。

## 無機化合物
金属錯体など、分子性化合物は、主としてX線構造解析から構造決定を行う。これは金属元素が含まれるとNMRの利用がきわめて制限されるためである。結晶化しにくい物質や、セラミックスなどは、XRD、XPS、TEM、UV、IR、ラマンなどで構造を推定する。